# Kostka Aleksandrowa
Kostką Aleksandrowa o ciężarze {\displaystyle \kappa \geqslant \aleph _{0}} nazywamy przestrzeń produktową
{\displaystyle F^{\kappa }=\prod _{s\in S}X_{s},}
gdzie {\displaystyle S} jest dowolnym zbiorem mocy {\displaystyle \kappa } oraz {\displaystyle X_{s}=F,\,s\in S} jest przestrzenią Sierpińskiego, tzn. {\displaystyle F=\{0,1\}} z topologią {\displaystyle \tau =\left\{\varnothing ,\{0\},\{0,1\}\right\}.}
Kostka Aleksandrowa {\displaystyle F^{\kappa }} jest przestrzenią uniwersalną dla T0-przestrzeni o ciężarze {\displaystyle \kappa \geqslant \aleph _{0}} – twierdzenie to zostało udowodnione przez Pawła Aleksandrowa w roku 1936.